# Караундж (село)
Карахундж (арм. Քարահունջ) или Караундж — деревня в Армении, в Сюникской области. Расположена в 4 километрах к югу от города Горис.

## Население
По данным «Свода статистических данных о населении Закавказского края, извлеченных из посемейных списков 1886 года» в селе Караундж Хотского сельского округа Зангезурского уезда Елизаветпольской губернии было 105 дымов и проживало 976 армян и 4 азербайджанца (указаны как «татары»), которые были шиитами по вероисповеданию.
По данным опубликованным в «Кавказском календаре» на 1912 год в селе проживало 846 человек, основным населением были армяне.
В 2001 году численность населения деревни составляла 1254 человека.

## Галерея

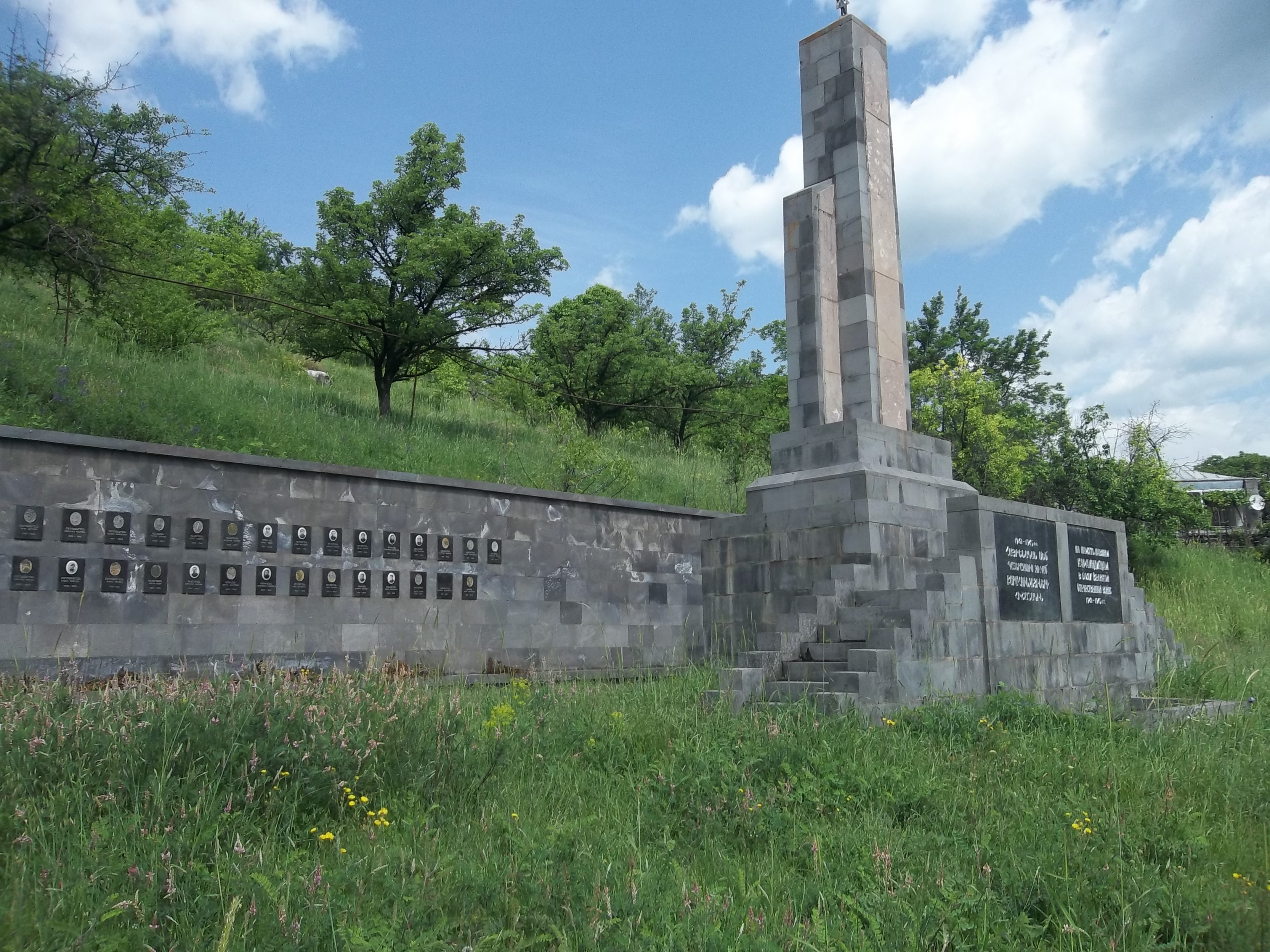
Мемориалы памяти погибших в Великой Отечественной войне
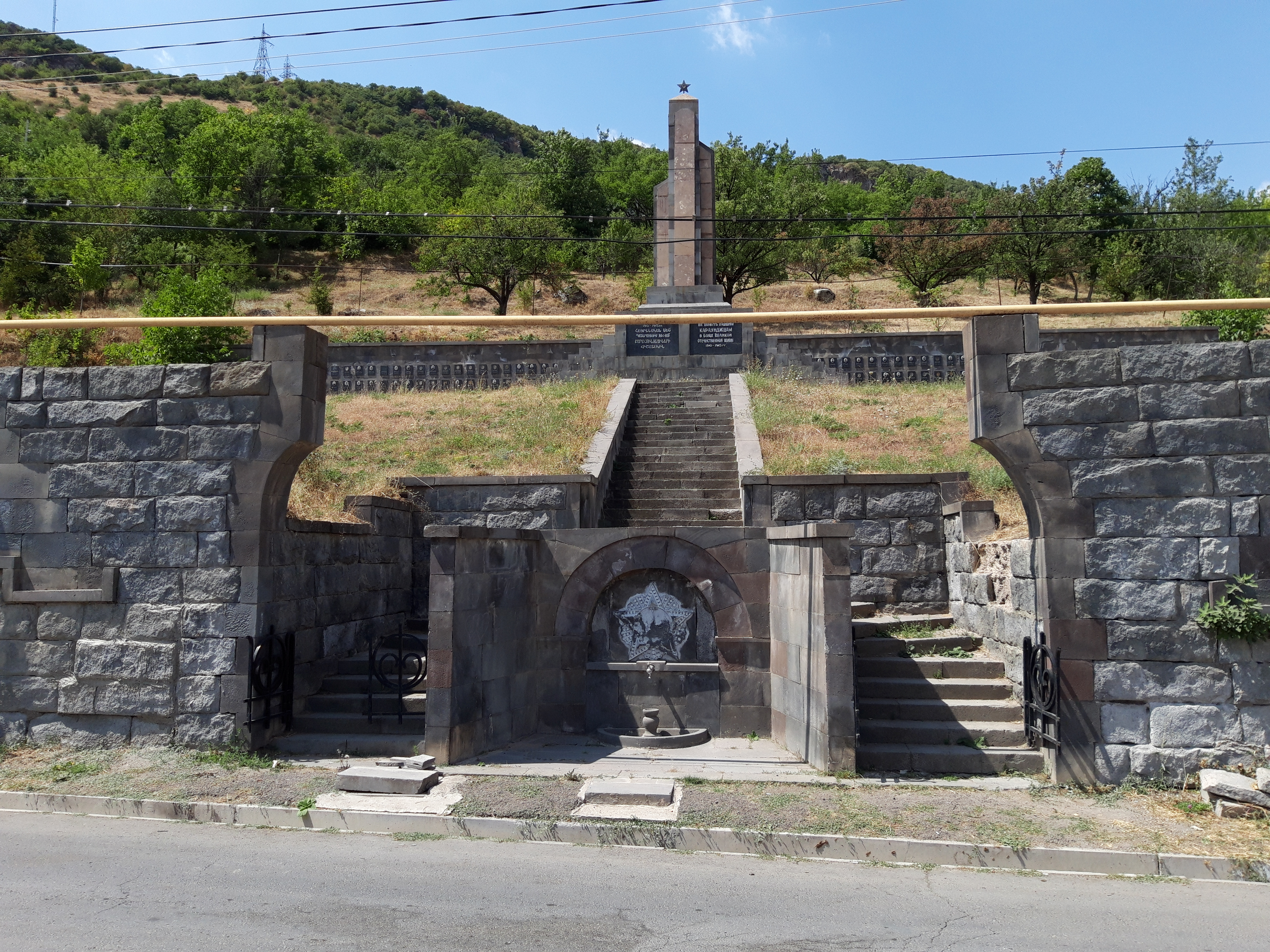
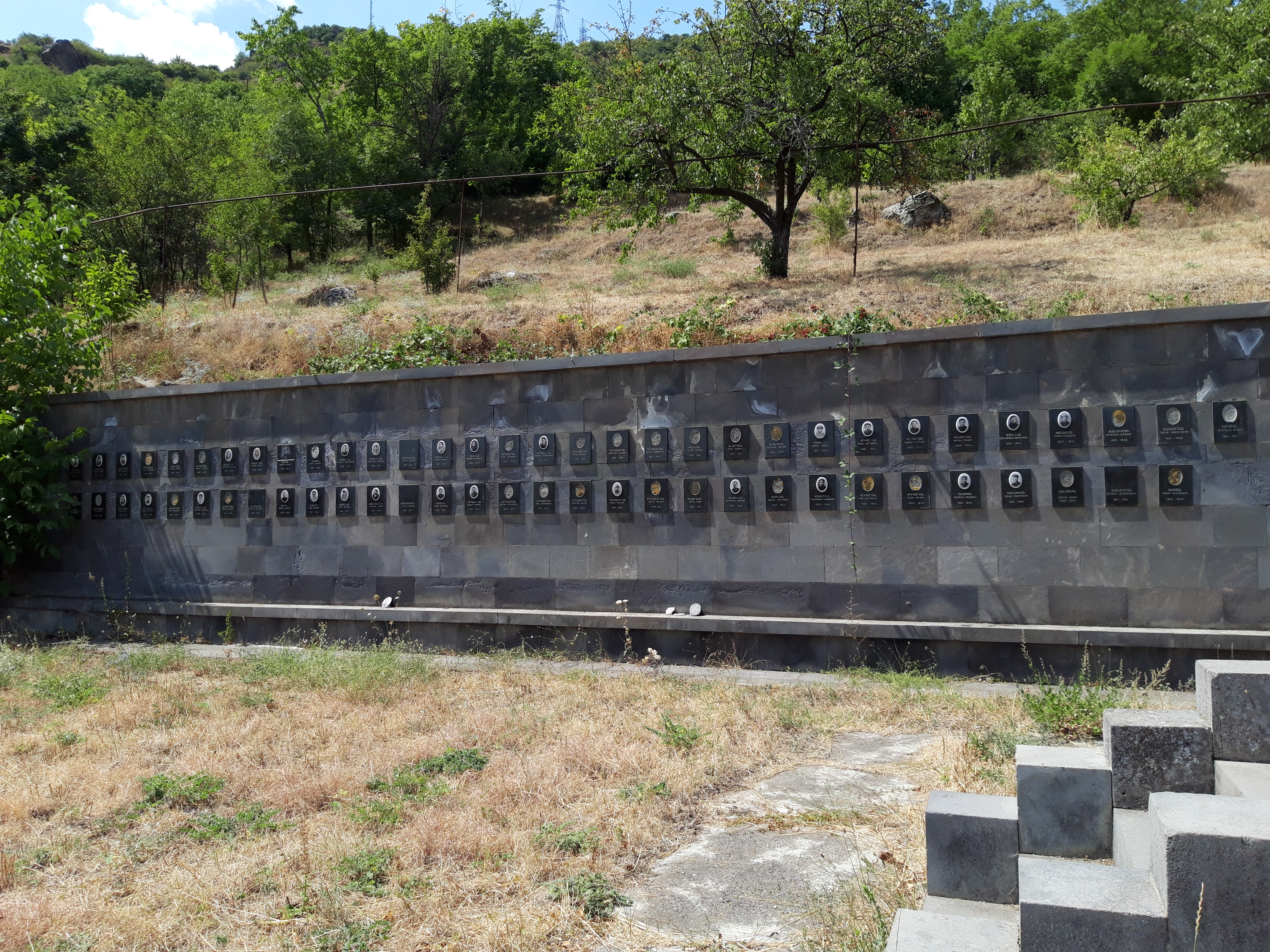

## Известные уроженцы
Норайр Асланян — армянский и нидерландский футболист.